# 1. česká národní hokejová liga 1982/1983
1. česká národní hokejová liga 1982/1983 byla 14. ročníkem jedné ze skupin československé druhé nejvyšší hokejové soutěže.

## Systém soutěže
Soutěže se účastnilo 24 týmů rozdělených do 2 dvanáctičlenných  skupin. Rozdělení bylo provedeno na základě polohy klubu. V každé skupině se utkalo všech 12 týmů dvoukolově každý s každým (celkem 22 kol). Poté z obou skupin postoupilo nejlepších 5 mužstev do finálové skupiny. Ve finálové skupině se 10 mužstev utkalo dvoukolově každý s každým (18 kol), přičemž se započítávaly výsledky dosažené v základních skupinách (celkem 40 kol). Vítěz finálové skupiny postoupil do kvalifikace o nejvyšší soutěž, ve které se utkal s vítězem 1. SNHL v sérii na tři vítězné zápasy. Vítěz této série postoupil do dalšího ročníku nejvyšší soutěže.
Týmy na 6. až 12. místě se v rámci původní skupiny utkaly dvoukolově o udržení systémem každý s každým a započítávaly se výsledky dosažené v základní části. Vzhledem k zúžení soutěže poté celky na 3. až 7. místě obou skupin o udržení sestoupily do nově vzniklé 2. ČNHL. Celky na 1. a 2. místě z obou skupin o udržení se mezi sebou utkaly v čtyřčlenné kvalifikaci o 1. ČNHL. Tam se utkaly dvoukolově každý s každým (6 kol). Vítěz kvalifikace postoupil do 1. ČNHL, ostatní sestoupily do 2. ČNHL.

## Základní část

### Skupina A
| Poř. | Tým                         | Z  | V  | R | P  | VG  | OG  | B  |
| ---- | --------------------------- | -- | -- | - | -- | --- | --- | -- |
| 1.   | TJ Slovan NV Ústí nad Labem | 22 | 16 | 1 | 5  | 103 | 53  | 33 |
| 2.   | TJ Šumavan Vimperk          | 22 | 15 | 2 | 5  | 95  | 53  | 32 |
| 3.   | TJ Slavia IPS Praha         | 22 | 12 | 4 | 6  | 84  | 62  | 28 |
| 4.   | TJ VTŽ Chomutov             | 22 | 13 | 1 | 8  | 87  | 74  | 27 |
| 5.   | TJ Autoškoda Mladá Boleslav | 22 | 12 | 2 | 8  | 94  | 74  | 26 |
| 6.   | TJ DP I. ČLTK Praha         | 22 | 10 | 5 | 7  | 79  | 68  | 25 |
| 7.   | ASD Dukla Jihlava B         | 22 | 7  | 8 | 7  | 85  | 74  | 22 |
| 8.   | TJ Jitex Písek              | 22 | 10 | 1 | 11 | 75  | 85  | 21 |
| 9.   | TJ Baník Sokolov            | 22 | 6  | 5 | 11 | 78  | 72  | 17 |
| 10.  | TJ ZVVZ Milevsko            | 22 | 6  | 5 | 11 | 66  | 94  | 17 |
| 11.  | TJ Uhelné sklady Praha      | 22 | 5  | 1 | 16 | 65  | 115 | 11 |
| 12.  | VTJ Litoměřice              | 22 | 2  | 1 | 19 | 48  | 135 | 5  |

### Skupina B
| Poř. | Tým                           | Z  | V  | R | P  | VG | OG  | B  |
| ---- | ----------------------------- | -- | -- | - | -- | -- | --- | -- |
| 1.   | TJ Lokomotiva Ingstav Brno    | 22 | 14 | 5 | 3  | 96 | 50  | 33 |
| 2.   | TJ Slezan STS Opava           | 22 | 15 | 1 | 6  | 91 | 55  | 31 |
| 3.   | TJ Stadion Hradec Králové     | 22 | 13 | 3 | 6  | 99 | 67  | 29 |
| 4.   | TJ Lokomotiva Meochema Přerov | 22 | 12 | 4 | 6  | 79 | 57  | 28 |
| 5.   | TJ DS Olomouc                 | 22 | 12 | 4 | 6  | 86 | 64  | 28 |
| 6.   | TJ Baník ČSA Karviná          | 22 | 11 | 3 | 8  | 71 | 78  | 25 |
| 7.   | TJ Kolín                      | 22 | 8  | 2 | 12 | 72 | 83  | 18 |
| 8.   | TJ Prostějov                  | 22 | 7  | 4 | 11 | 79 | 102 | 18 |
| 9.   | TJ TŽ VŘSR Třinec             | 22 | 7  | 2 | 13 | 82 | 99  | 16 |
| 10.  | TJ VVŠ PV Vyškov              | 22 | 7  | 1 | 14 | 66 | 91  | 15 |
| 11.  | TJ Stadion PS Liberec         | 22 | 5  | 2 | 15 | 50 | 77  | 12 |
| 12.  | TJ Žďas Žďár nad Sázavou      | 22 | 4  | 3 | 15 | 57 | 105 | 11 |

## Finálová skupina
| Poř. | Tým                           | Z  | V  | R | P  | VG  | OG  | B  |
| ---- | ----------------------------- | -- | -- | - | -- | --- | --- | -- |
| 1.   | TJ DS Olomouc                 | 40 | 25 | 7 | 8  | 166 | 108 | 57 |
| 2.   | TJ Stadion Hradec Králové     | 40 | 22 | 9 | 9  | 187 | 125 | 53 |
| 3.   | TJ Lokomotiva Ingstav Brno    | 40 | 22 | 9 | 9  | 164 | 110 | 53 |
| 4.   | TJ Slovan NV Ústí nad Labem   | 40 | 22 | 7 | 11 | 154 | 116 | 51 |
| 5.   | TJ Slavia IPS Praha           | 40 | 22 | 5 | 13 | 160 | 122 | 49 |
| 6.   | TJ Lokomotiva Meochema Přerov | 40 | 19 | 9 | 12 | 141 | 115 | 47 |
| 7.   | TJ Šumavan Vimperk            | 40 | 20 | 3 | 17 | 153 | 139 | 43 |
| 8.   | TJ Slezan STS Opava           | 40 | 19 | 4 | 17 | 148 | 129 | 42 |
| 9.   | TJ VTŽ Chomutov               | 40 | 18 | 5 | 17 | 139 | 147 | 41 |
| 10.  | TJ Autoškoda Mladá Boleslav   | 40 | 18 | 3 | 19 | 157 | 153 | 39 |

Tým TJ DS Olomouc postoupil do kvalifikace o nejvyšší soutěž, kde se utkal s vítězem 1. SNHL HK Dukla Trenčín, se kterým však prohrál 0:3 na zápasy (5:10, 2:5, 1:8).

## O udržení

### Skupina o udržení A
| Poř. | Tým                    | Z  | V  | R | P  | VG  | OG  | B  |
| ---- | ---------------------- | -- | -- | - | -- | --- | --- | -- |
| 1.   | ASD Dukla Jihlava B    | 34 | 17 | 8 | 9  | 151 | 105 | 42 |
| 2.   | TJ DP I. ČLTK Praha    | 34 | 18 | 5 | 11 | 160 | 117 | 41 |
| 3.   | TJ Jitex Písek         | 34 | 18 | 2 | 14 | 133 | 121 | 38 |
| 4.   | TJ Baník Sokolov       | 34 | 11 | 7 | 16 | 127 | 117 | 29 |
| 5.   | TJ ZVVZ Milevsko       | 34 | 10 | 6 | 18 | 122 | 163 | 26 |
| 6.   | TJ Uhelné sklady Praha | 34 | 9  | 3 | 22 | 104 | 176 | 21 |
| 7.   | VTJ Litoměřice         | 34 | 2  | 1 | 31 | 68  | 213 | 5  |

Týmy na 3. až 7. místě sestoupily do 2. ČNHL, první dva týmy postoupily do kvalifikace o 1. ČNHL.

### Skupina o udržení B
| Poř. | Tým                      | Z  | V  | R | P  | VG  | OG  | B  |
| ---- | ------------------------ | -- | -- | - | -- | --- | --- | -- |
| 1.   | TJ Baník ČSA Karviná     | 34 | 17 | 6 | 11 | 126 | 120 | 40 |
| 2.   | TJ Kolín                 | 34 | 15 | 4 | 15 | 120 | 108 | 34 |
| 3.   | TJ Prostějov             | 34 | 13 | 6 | 15 | 128 | 147 | 32 |
| 4.   | TJ TŽ VŘSR Třinec        | 34 | 11 | 4 | 19 | 127 | 147 | 26 |
| 5.   | TJ VVŠ PV Vyškov         | 34 | 12 | 2 | 20 | 108 | 133 | 26 |
| 6.   | TJ Stadion PS Liberec    | 34 | 9  | 5 | 20 | 93  | 116 | 23 |
| 7.   | TJ Žďas Žďár nad Sázavou | 34 | 7  | 4 | 23 | 86  | 175 | 18 |

Týmy na 3. až 7. místě sestoupily do 2. ČNHL, první dva týmy postoupily do kvalifikace o 1. ČNHL.

## Kvalifikace o 1. ČNHL
| Poř. | Tým                  | Z | V | R | P | VG | OG | B |
| ---- | -------------------- | - | - | - | - | -- | -- | - |
| 1.   | TJ Baník ČSA Karviná | 6 | 4 | 1 | 1 | 19 | 12 | 9 |
| 2.   | TJ DP I. ČLTK Praha  | 6 | 2 | 3 | 1 | 14 | 13 | 7 |
| 3.   | TJ Kolín             | 6 | 1 | 3 | 2 | 16 | 18 | 5 |
| 4.   | ASD Dukla Jihlava B  | 6 | 1 | 1 | 4 | 16 | 22 | 3 |

Tým TJ Baník ČSA Karviná postoupil do 1. ČNHL ostatní mužstva naopak sestoupila do 2. ČNHL.